# Berneau
Berneau (en neerlandès Berne) és un antic municipi de Bèlgica a la Província de Lieja que el 1977 va fusionar amb Dalhem. Compta am 736 habitants i té una superfície de 319 ha. L'antiga casa de la vila de Berneau va esdevenir la seu de l'ajuntament de la nova entitat fusionada.

## Història

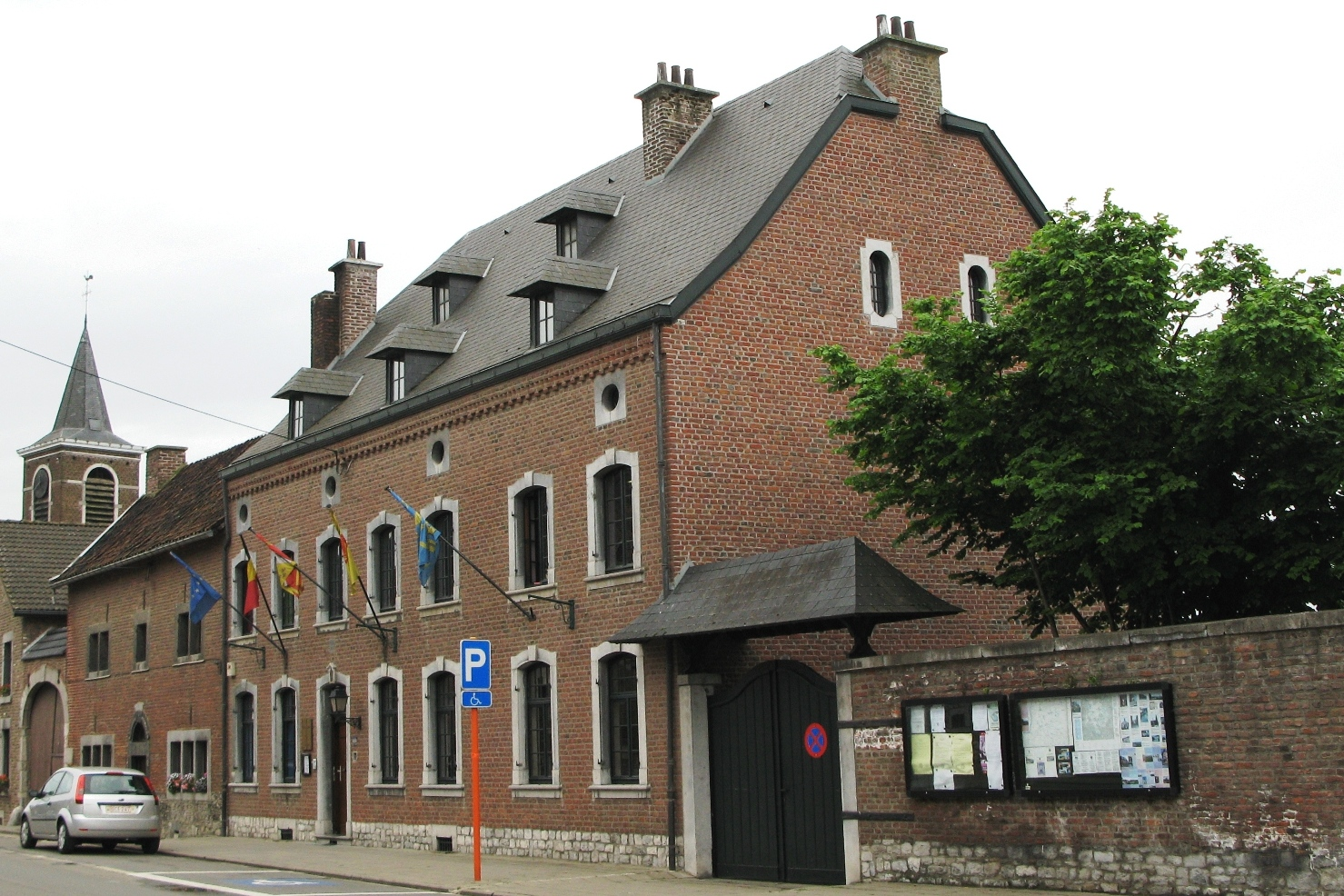
La casa de la vila de Dalhem

Els primers esments escrits daten del segle XIV Berne (1312) o Bernauw (1395). Els comtes de Dalhem van posseir el castell fortificat. Malgrat el castell comtal, el poble pertanyia al capítol de Sant Servaci de Maastricht, un territori compartit entre el ducat de Brabant i el principat de Lieja.
El Tractat de partició del 1661 va atorgar el poble a la república de les Províncies Unides. Al Tractat de Fontainebleau (1785) la república va cedir Berne a Àustria en bescanvi per a parts del País de Valkenburg.
Durant la primera guerra mundial, el 1914 les forces armades prussianes van cremar el poble com a represalia per a l'atemptat contra uns soldats prussians.
De 1921 a 1957 el poble tenia una estació a la línia 24 de la xarxa de la SNCB. El transport de viatgers va ser suprimit i la línia només serva per al transport de mercaderies.

## Llengua
Fins al segle xviii la llengua vehicular del poble era una variant ripuàric del neerlandès, com pot observar-se a les làpides antigues al cementiri. A poc a poc el poble va francesitzar-se. Només queden uns topònims neerlandesos, com el del castell Borcht (mot neerlandès per a castell fortificat). Al segle xix, el neerlandès va desaparèixer completament.

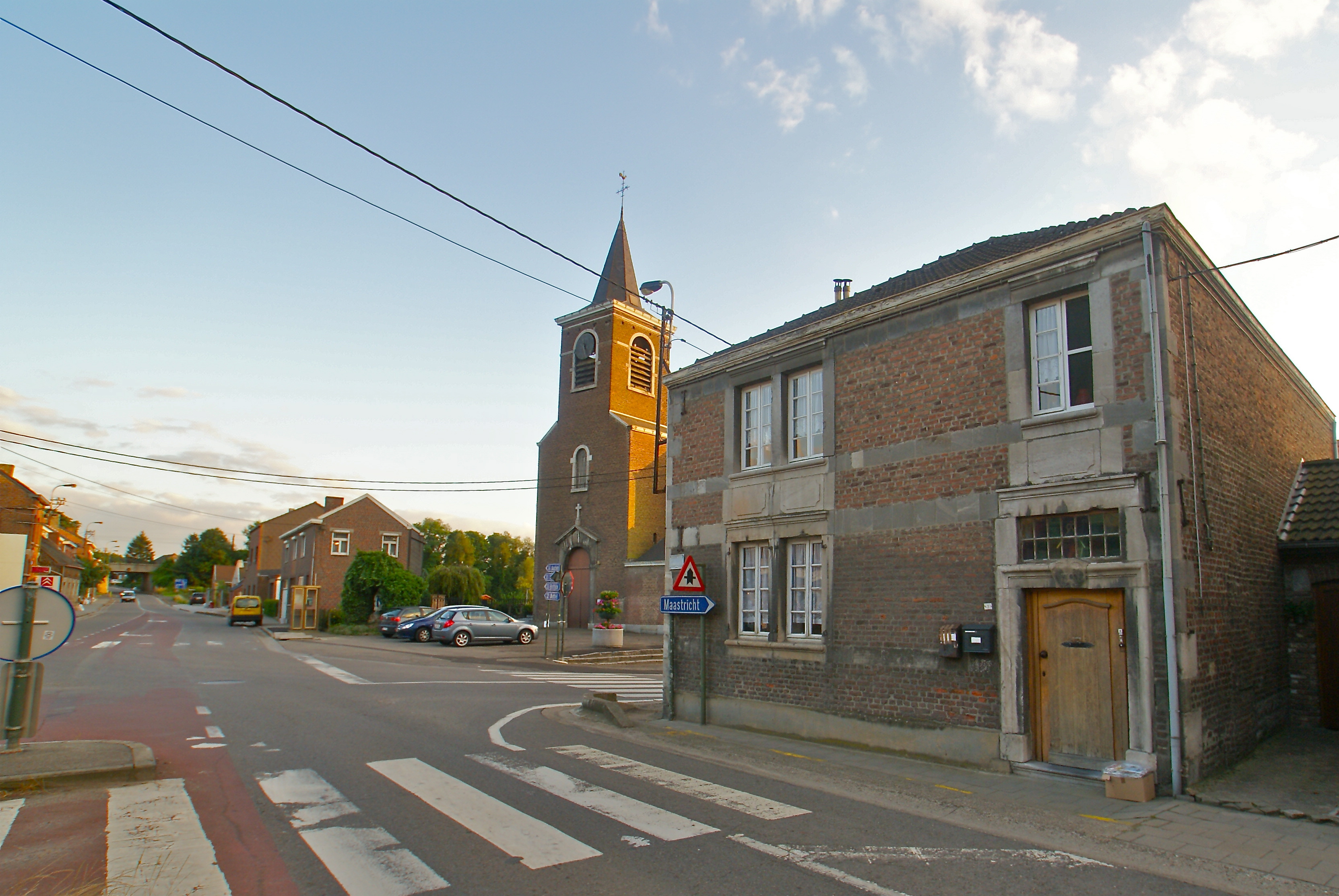
Panorama des de la carretera de Maastricht
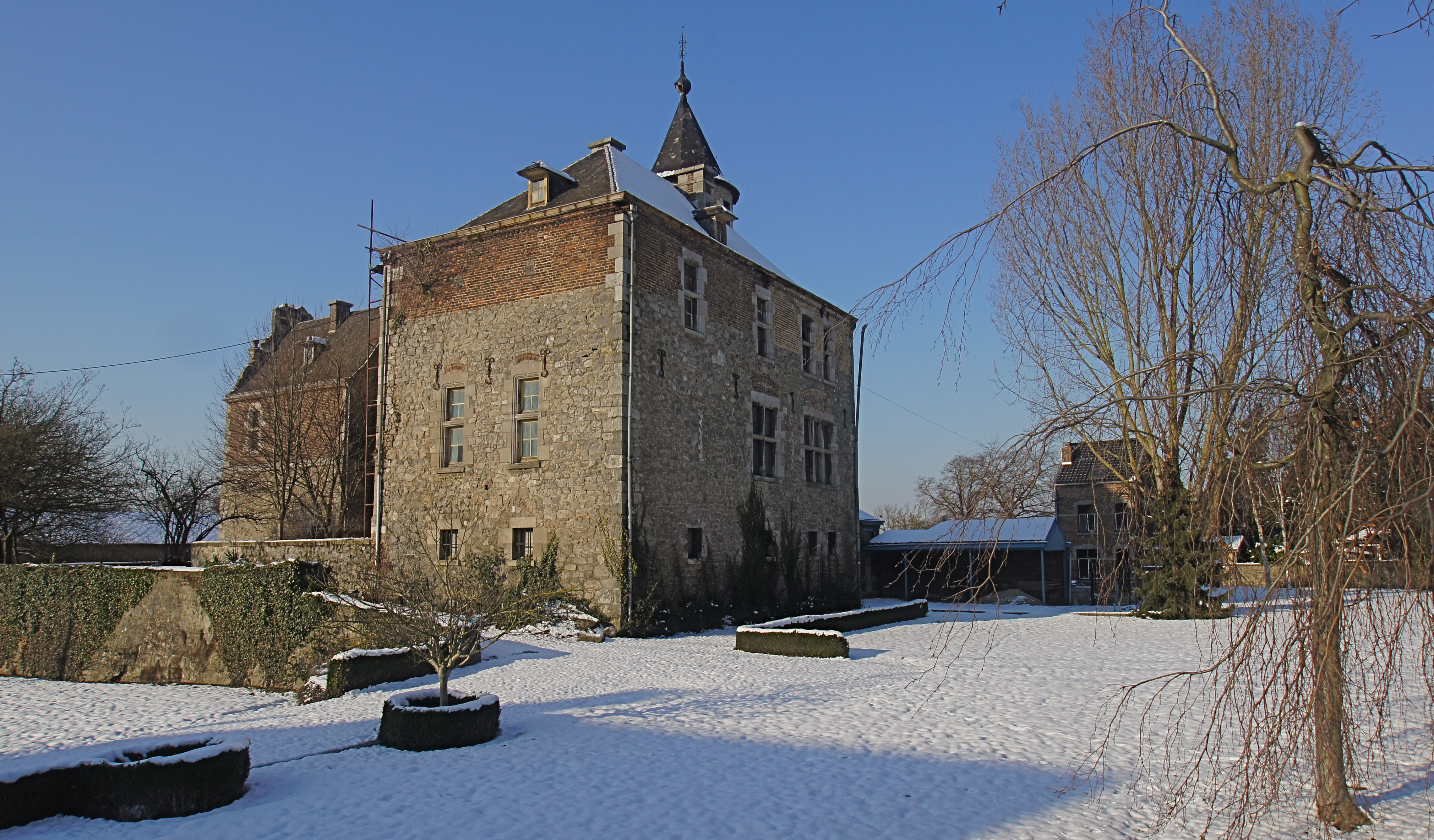
El castell Borcht
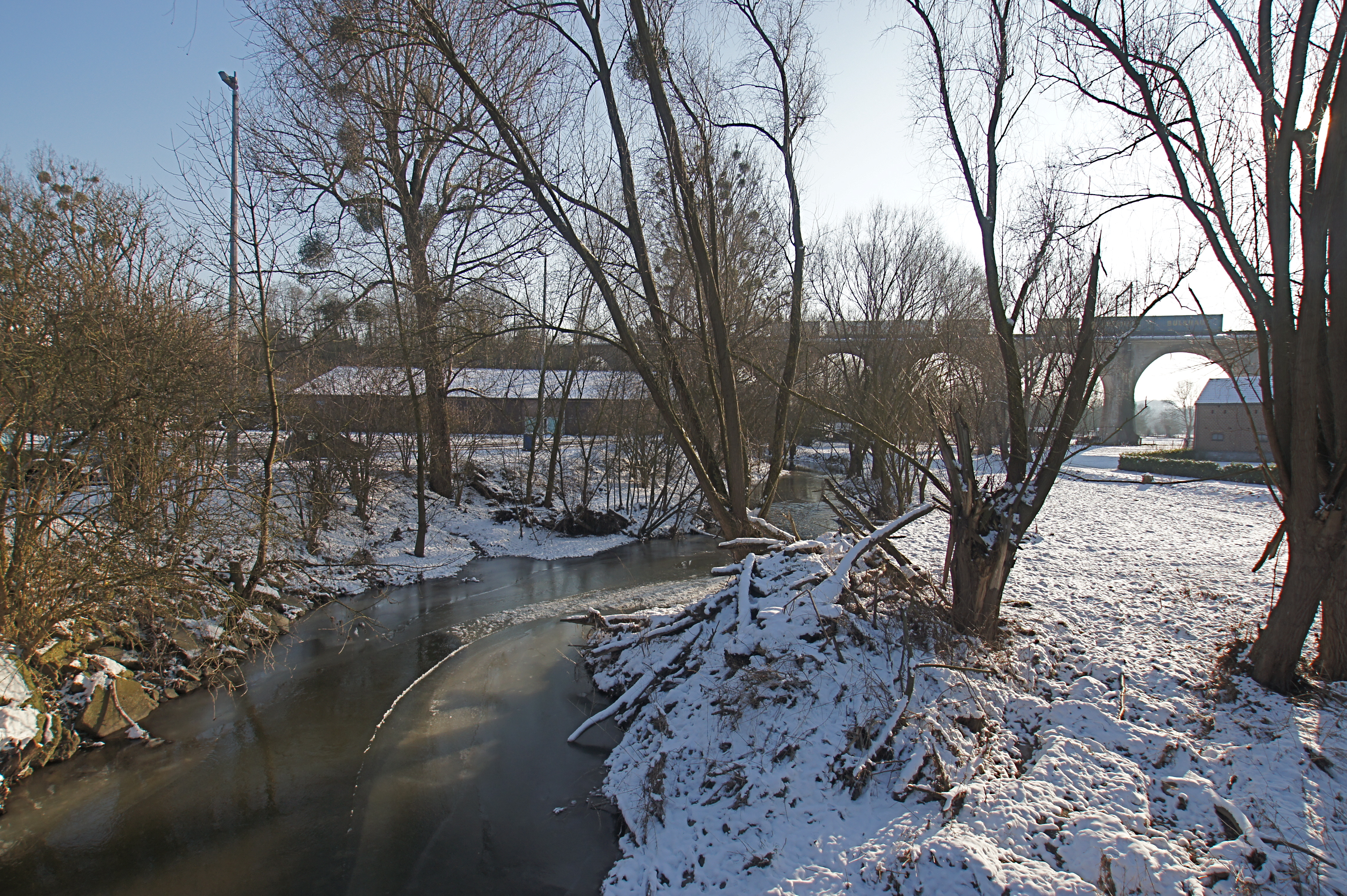
El viaducte de la línia ferroviària 24 sobre la vall del Berwijn

## Llocs d'interès
- El Castell Borcht
- L'antiga escola municipal
- El viaducte ferroviari de la línia 24 a la vall del Berwijn[3]